# Beauchampova–Feuilletova notace

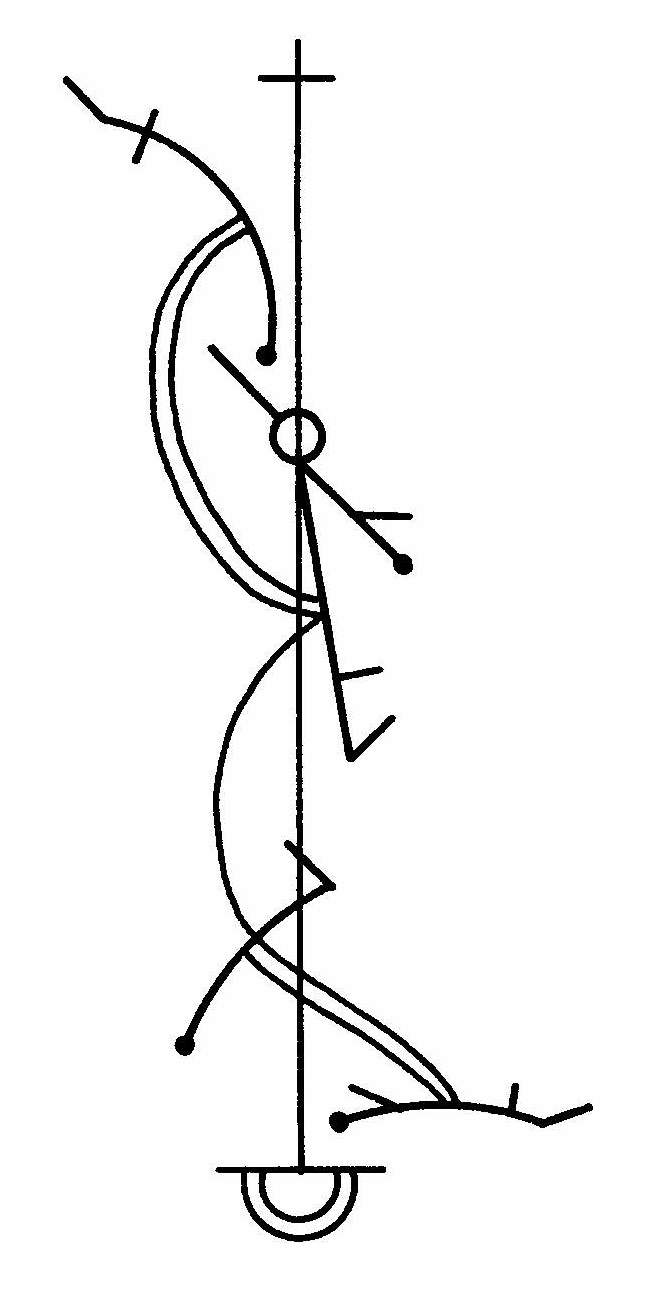
Zápis notace (courante)

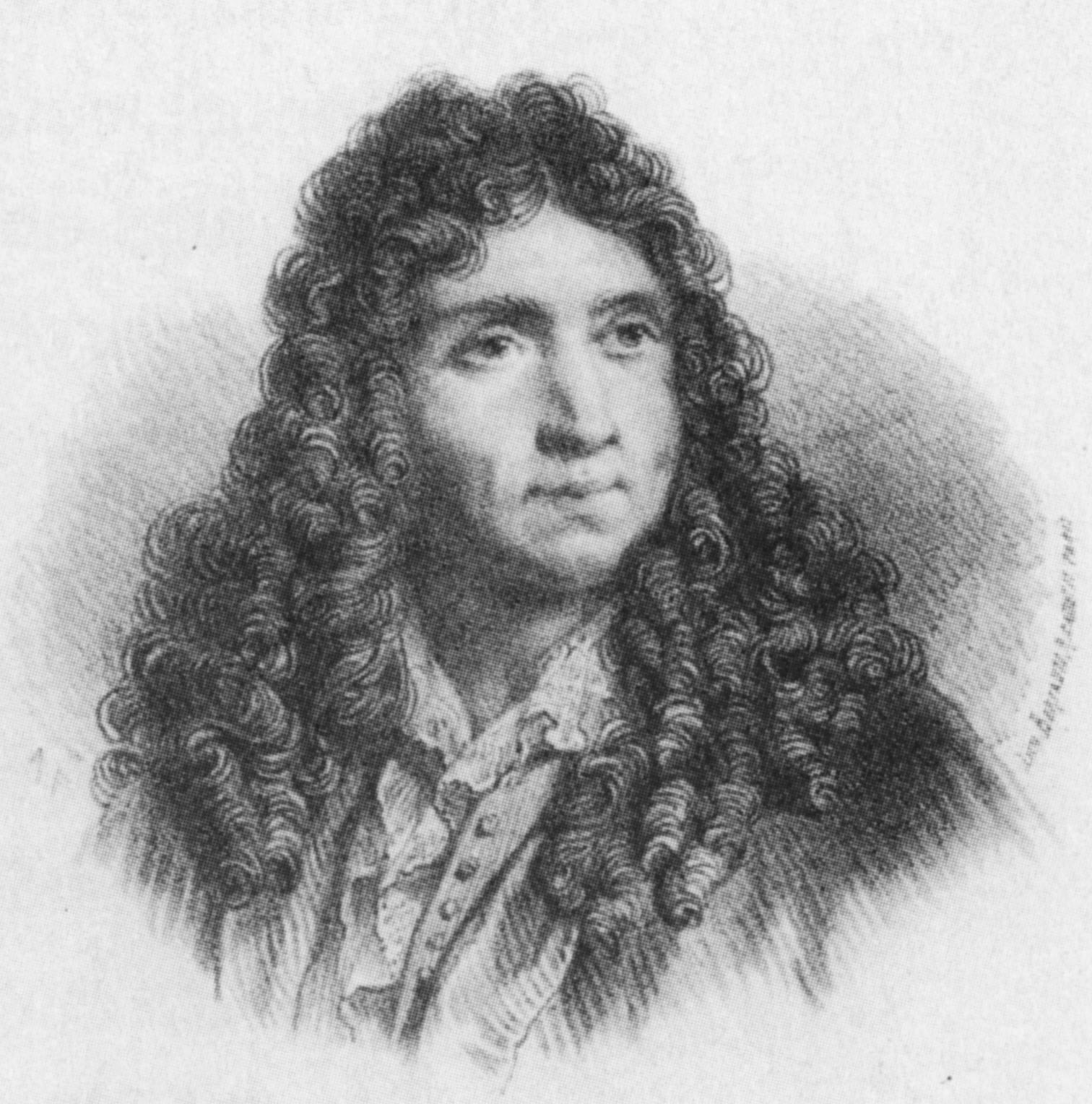
Pierre Beauchamp

Beauchampova–Feuilletova notace (též jen Feuilletova notace) je taneční notace používaná pro tance barokního období. Původně se jednalo o tiskem vydaný zápis tanečních choreografií.

## Historie
Původně notaci sestavil Pierre Beauchamp, ale přestal ji užívat. Z toho důvodu ji použil opakovaně Raoul Auger Feuillet, který ji upravil a následně si ji nechal patentovat. Soudní spor mezi ním a Beauchampem vyhrál. Notace bývá nazývána podle obou autorů, nebo jen pouze podle Feuilleta.

## Charakteristika
Každý tanec je zaznamenán na několik listů papírů, čelo sálu je na vrchní stránce strany, a následně vpravo a vlevo jsou jeho pravé a levé části z pohledu čtenáře. Rozlišuje symbol pro muže (linku s jedním obloučkem) a pro ženu (linku s dvěma obloučky). Notace rozlišuje 10 různých pozic pro nohy, z nichž je pět špatných a pět pravých.